# Dichochrysa pulchrina
Dichochrysa pulchrina is een insect uit de familie van de gaasvliegen (Chrysopidae), die tot de orde netvleugeligen (Neuroptera) behoort. De diersoort komt voor in Zimbabwe.
Dichochrysa pulchrina is voor het eerst wetenschappelijk beschreven door Tjeder in 1966.